# Avimator
Avimator är en open source mjukvara för Microsoft Windows, Macintosh och Linux som gör det möjligt att skapa avatarer till Second Life. Programmet har inte vidareutvecklats sedan 2007.